# Comuna Studinka, Kaluș
Studinka (în ucraineană Студінка) este o comună în raionul Kaluș, regiunea Ivano-Frankivsk, Ucraina, formată din satele Serednii Babîn și Studinka (reședința).

## Demografie
Componența lingvistică a comunei Studinka
     Ucraineană (99,77%)
     Alte limbi (0,23%)
Conform recensământului din 2001, majoritatea populației comunei Studinka era vorbitoare de ucraineană (99,77%), existând în minoritate și vorbitori de alte limbi.